# Author! Author!
Author! Author! és una pel·lícula estatunidenca d'Arthur Hiller estrenada el 1982.

## Argument
Ivan Travalian (Al Pacino) està malament. No aconsegueix acabar la seva obra, ja que la seva dona Gloria (Tuesday Weld) se separa cada cop més d'ell. No torna de nit i es nega a donar raons. Ivan s'ha d'ocupar del seu fill Igor i dels quatre fills de Glòria que ha tingut dels seus quatre matrimonis precedents. El seu productor i amic l'hostilitza sense parar, ja que les repeticions de l'obra han començat però el segon acte no reflecteix més que l'angoixa de l'autor i no segueix el fil de la història. Quan Glòria anuncia a Ivan que el deixa per un fosc comptable, és el final de tot. Ivan es troba sol amb el seu fill mentre que els fills de Glòria se'n van amb els seus pares respectius. La relació que tindrà amb l'estrella de l'obra (Dyan Cannon) no se l'apaivagarà fins de tornada dels fills de Glòria amb Ivan on es troben millor que en la seva família. Ivan intentarà llavors fer tornar Glòria abans d'adonar-se que no és més que una egoista estúpida i vanitosa. Ivan se centra en la feina ajudat pels fills fins a l'èxit triomfal de l'obra.

## Repartiment
- Al Pacino: Ivan Travalian
- Dyan Cannon: Alice Detroit
- Tuesday Weld: Gloria
- Bob Dishy: Finestein
- Bob Elliott: Patrick Dickler
- Ray Goudling: Jackie Dickler